# مزرعه فیض‌آباد
مزرعه فیض‌آباد یک منطقهٔ مسکونی در ایران است که در دهستان نصرت‌آباد (البرز) واقع شده‌است.